# María Folguera
María Folguera (Madrid, 1984) és una dramaturga, directora d'escena i escriptora espanyola. Amb la seva companyia Ana*Pasadena ha estrenat i dirigit La guerra según Santa Teresa (2013), Hilo debajo del agua (Premi Valle-Inclán de Textos Teatrales 2009) i El amor y el trabajo, estrenada en el Festival Escena Contemporánea 2011 i publicada a Continta Me Tienes (2012). Actualment és directora convidada en projectes de Sala Cuarta Pared-Espacio Teatral Contemporáneo i Nuevo Teatro Fronterizo.
Com a narradora, ha aparegut recentment a les antologies Última temporada. Nuevos Narradores Españoles 1980-1989 (Lengua de Trapo, 2013) i Bajo treinta. Antología de Nueva Narrativa Española (Salto de página, 2013). La seva primera obra publicada va ser la novel·la Sin Juicio, Premi Arte Joven 2001, editada per Visor el 2002. Com a assessora artística i gestora cultural, treballa des del 2009 en el Teatro Circo Price de Madrid, en la tasca de dissenyar la programació artística.